# NGC 2900
NGC 2900 este o emission-line galaxy⁠(d) situată în constelația Hidra. A fost descoperită în 10 martie 1886 de către Lewis A. Swift.